# Formazione ideale della NFL degli anni 1980
La formazione ideale della NFL degli anni 1980, in inglese NFL 1980s All-Decade Team, fu scelta dai giurati della Pro Football Hall of Fame. La squadra è composta giocatori che hanno fornito prestazioni eccezionali nella National Football League negli anni ottanta.
La formazione consiste in una prima e seconda squadra, sia offensiva che difensiva, unità degli special team oltre che un primo e secondo capo-allenatore.
Jerry Rice, Anthony Muñoz, e Lawrence Taylor furono le uniche scelte unanimi, avendo ricevuto tutti e 26 i voti disponibili. John Hannah seguì con 25, dopo di lui Joe Montana con 24½ voti, Walter Payton con 23½ e Ronnie Lott con 23.
Payton e Ted Hendricks avevano fatto parte anche della formazione ideale del decennio precedente. John Hannah fece parte della seconda formazione ideale del decennio successivo.

## Attacco
| Ruolo         | Prima squadra                                         | Voti | Hall of Fame? | Seconda squadra                                        | Voti | Hall of Fame? |
| ------------- | ----------------------------------------------------- | ---- | ------------- | ------------------------------------------------------ | ---- | ------------- |
| Quarterback   | Joe Montana (San Francisco 49ers)                     | 24½  | Sì            | Dan Fouts (San Diego Chargers)                         | 22   | Sì            |
| Running back  | Walter Payton (Chicago Bears)                         | 23½  | Sì            | Roger Craig (San Francisco 49ers)                      | 5    | No            |
| Running back  | Eric Dickerson (Los Angeles Rams, Indianapolis Colts) | 19   | Sì            | John Riggins (Washington Redskins)                     | 3    | Sì            |
| Wide receiver | Jerry Rice (San Francisco 49ers)                      | 26   | Sì            | James Lofton (Green Bay Packers, Los Angeles Raiders)  | 2    | Sì            |
| Wide receiver | Steve Largent (Seattle Seahawks)                      | 22   | Sì            | Art Monk (Washington Redskins)                         | 2    | Sì            |
| Tight end     | Kellen Winslow (San Diego Chargers)                   | 18½  | Sì            | Ozzie Newsome (Cleveland Browns)                       | 2    | Sì            |
| Tackle        | Anthony Muñoz (Cincinnati Bengals)                    | 26   | Sì            | Gary Zimmerman (Minnesota Vikings)                     | 7    | Sì            |
| Tackle        | Jimbo Covert (Chicago Bears)                          | 8    | No            | Joe Jacoby (Washington Redskins)                       | 5    | No            |
| Guardia       | John Hannah (New England Patriots)                    | 25   | Sì            | Bill Fralic (Atlanta Falcons)                          | 4    | No            |
| Guardia       | Russ Grimm (Washington Redskins)                      | 16   | Sì            | Mike Munchak (Houston Oilers)                          | 3    | Sì            |
| Centro        | Dwight Stephenson (Miami Dolphins)                    | 13   | Sì            | Mike Webster (Pittsburgh Steelers, Kansas City Chiefs) | 10   | Sì            |

## Difesa
| Ruolo              | Prima squadra                                           | Voti | Hall of Fame? | Seconda squadra                       | Voti | Hall of Fame? |
| ------------------ | ------------------------------------------------------- | ---- | ------------- | ------------------------------------- | ---- | ------------- |
| Defensive end      | Reggie White (Philadelphia Eagles)                      | 22   | Sì            | Lee Roy Selmon (Tampa Bay Buccaneers) | 3    | Sì            |
| Defensive end      | Howie Long (Los Angeles Raiders)                        | 21   | Sì            | Bruce Smith (Buffalo Bills)           | 3    | Sì            |
| Defensive tackle   | Randy White (Dallas Cowboys)                            | 22   | Sì            | Keith Millard (Minnesota Vikings)     | 7    | No            |
| Defensive tackle   | Dan Hampton (Chicago Bears)                             | 12   | Sì            | Dave Butz (Washington Redskins)       | 3    | No            |
| Middle linebacker  | Mike Singletary (Chicago Bears)                         | 21½  | Sì            | Jack Lambert (Pittsburgh Steelers)    | 4    | Sì            |
| Outside linebacker | Lawrence Taylor (New York Giants)                       | 26   | Sì            | Andre Tippett (New England Patriots)  | 6    | Sì            |
| Outside linebacker | Ted Hendricks (Los Angeles Raiders)                     | 18   | Sì            | Carl Banks (New York Giants)          | 1    | No            |
| Outside linebacker | Ted Hendricks (Los Angeles Raiders)                     | 18   | Sì            | John Anderson (Green Bay Packers)     | 1    | No            |
| Cornerback         | Mike Haynes (New England Patriots, Los Angeles Raiders) | 13   | Sì            | Frank Minnifield (Cleveland Browns)   | 7    | No            |
| Cornerback         | Mel Blount (Pittsburgh Steelers)                        | 9    | Sì            | Lester Hayes (Los Angeles Raiders)    | 4    | No            |
| Safety             | Ronnie Lott (San Francisco 49ers)                       | 23   | Sì            | Deron Cherry (Kansas City Chiefs)     | 5    | No            |
| Safety             | Kenny Easley (Seattle Seahawks)                         | 11   | No            | Nolan Cromwell (Los Angeles Rams)     | 4    | No            |
| Safety             | Kenny Easley (Seattle Seahawks)                         | 11   | No            | Joey Browner (Minnesota Vikings)      | 4    | No            |

## Special teams
| Ruolo         | Prima squadra                                                      | Voti | Hall of Fame? | Seconda squadra                     | Voti | Hall of Fame? |
| ------------- | ------------------------------------------------------------------ | ---- | ------------- | ----------------------------------- | ---- | ------------- |
| Kicker        | Morten Andersen (New Orleans Saints)                               | 12   | Sì            | Gary Anderson (Pittsburgh Steelers) | 4    | No            |
| Kicker        | Morten Andersen (New Orleans Saints)                               | 12   | Sì            | Eddie Murray (Detroit Lions)        | 4    | No            |
| Punter        | Sean Landeta (New York Giants)                                     | 8    | No            | Reggie Roby (Miami Dolphins)        | 6    | No            |
| Kick returner | Mike Nelms (Washington Redskins)                                   | 7½   | No            | Rick Upchurch (Denver Broncos)      | 5    | No            |
| Punt Returner | Billy “White Shoes” Johnson (Atlanta Falcons, Washington Redskins) | 13   | No            | John Taylor (San Francisco 49ers)   | 3    | No            |

## Allenatore
| Ruolo | Prima squadra                    | Voti | Hall of Fame? | Seconda squadra                  | Voti | Hall of Fame? |
| ----- | -------------------------------- | ---- | ------------- | -------------------------------- | ---- | ------------- |
| Coach | Bill Walsh (San Francisco 49ers) | 19   | Sì            | Chuck Noll (Pittsburgh Steelers) | 3    | Sì            |